# Henry James Morgan
 (juillet 2014).
Si vous disposez d'ouvrages ou d'articles de référence ou si vous connaissez des sites web de qualité traitant du thème abordé ici, merci de compléter l'article en donnant les références utiles à sa vérifiabilité et en les liant à la section « Notes et références ».
Henry James Morgan, né le 14 novembre 1842 et mort le 27 décembre 1913, est un écrivain, un éditeur et un fonctionnaire canadien.

## Biographie
Né à Québec, de parents écossais, son père, un policier, est un vétéran des Guerres napoléoniennes qui émigre à Québec en 1838 et meurt en 1846. 
À l'âge de 11 ans, le 19 novembre 1853, le jeune Henry James entre à l'Assemblée législative du Bas-Canada à titre de page. Il devient à la don des années 1850 correspondant parlementaire, puis, de 1860 à 1864, année de la mort de sa mère, greffier temporaire de session, mais dès 1862, il choisit d'étudier au collège Morrin. 
Nommé secrétaire d’Isaac Buchanan et de William McDougall en 1864, il fait son droit au collège McGill et entre au barreau de l'Ontario et au barreau du Québec. Ayant choisi de poursuivre sa carrière dans la fonction publique, il aide Douglas Brymner à fonder les Archives nationales et collabore à rassembler les documents de l'État. 
Promu commis en chef à la fin de 1875, il est injustement accusé d'avoir accaparé pour lui-même des fonds publics, et est rétrogradé au rang de commis de première classe le 31 janvier 1888. Les rivalités politiques apparentes l'obligent à passer plusieurs années de sa vie à réfuter ces allégations et à prouver son innocence. Il prend sa retraite en 1895 et consacre dès lors tout son temps à l'écriture.
En 1862, il fait paraître Sketches of Celebrated Canadians, un livre détaillant les personnalités notables du pays. Jusqu'en 1876, il édite The Canadian Parliamentary Companion, un guide de toutes les assemblées législatives canadiennes qui renseigne sur la plupart des hommes politiques. Ses méthodes d'édition deviennent bientôt plus systématiques. De 1878 à 1886, il est aussi l'auteur du Dominion Annual Register, un relevé des affaires publiques de la nation.
Son œuvre principale demeure toutefois sa Bibliotheca Canadensis, une ressource utile pour connaître la littérature canadienne de l'époque et qui inclut des écrits de tous genres. De plus, Morgan est l'auteur d'hommages à Charles Tupper, lord Elgin et Benjamin Sulte. Nourri d'une fierté patriotique, il ne se gêne pas pour critiquer Louis-Joseph Papineau pour avoir voulu abolir l'union.
Membre du mouvement Canada First, il doit quitter le mouvement lorsqu'il réalise que son emploi dans la fonction publique reste précaire. Il se garde par la suite de trop se prononcer sur la vie des hommes publics qu'il se borne à décrire. 
Morgan s'intéresse également à la vie des femmes de son époque par la publication de Types of Canadian Women à Toronto en 1903. Tout en mentionnant les noms de leurs époux, il visait à louer l'action publique des femmes qui faisaient grandir le pays.
Récipiendaire d'un doctorat honorifique en droit au collège d'Ottawa en 1903 et d'un doctorat honorifique en droit civil au King's College de Windsor en 1904, il est élu membre de la Société royale du Canada au cours de la même année. Il continue d'écrire chaque jour jusqu'au moment de sa mort survenue le 27 décembre 1913. Il est enterré au cimetière Beechwood à Ottawa.